# Giorgio Maritano
Giorgio Maritano (Caselette, 12 dicembre 1882 – Strada per Ponte Forno, 10 settembre 1944) è stato un monaco cristiano italiano, fu fucilato dalle SS nel corso della cosiddetta Strage di Farneta.

## Biografia
Giorgio Maritano nacque a Caselette, provincia di Torino, diocesi della medesima città il 12 dicembre 1882 da Francesco e Carla Maritano.
Fino all'età di 48 anni fece il contadino. Il 31 dicembre 1930 Giorgio Maritano prese l'abito di novizio della Certosa di Farneta. Sempre alla Certosa di Farneta fece la sua donazione il 31 dicembre 1932, la professione temporanea il 6 gennaio 1939 e la professione solenne il 6 gennaio 1942.
Giorgio Maritano servì alla Certosa nella veste di lavandaio fino alla sua morte, senza muoversi mai da Farneta.  

### La strage di Farneta
Le SS irruppero nei locali della Certosa di Farneta alle 23.15 circa dell'ora legale nella notte tra il 1 e il 2 settembre del 1944, sorprendendo i padri certosi mentre si recavano in chiesa per la recita del Mattutino. Il padre portinaio Michele Nota fu indotto ad aprire da un sergente tedesco, frequentatore da qualche tempo della Certosa, il quale aveva chiesto di poter lasciare una lettera e un pacco per il priore.
Come gli altri monaci certosini, Giorgio Maritano subì la prigionia nel frantoio di Nocchi, la selezione a Carrara e la prigionia nel Forte Malaspina di Massa, da dove, domenica 10 settembre 1944 fu prelevato in compagnia proprio del monaco Michele Nota per essere fucilato sulla strada per Ponte Forno, ai ponticelli di Lazzeri e Mignano.
Quello stesso giorno morirono altri 8 monaci della Certosa di Farneta, mentre altri due monaci, Martino Binz e Salvador Montes de Oca, erano già stati fucilati tre giorni prima, il 7 settembre. L'uccisione di questi 12 monaci colpevoli di aver dato asilo all'interno della Certosa ad un centinaio di perseguitati politici, partigiani ed ebrei è stata denominata la strage di Farneta, la quale si inserisce nella più ampia azione di massacro di prigionieri provenienti dal Forte Malaspina denominata Strage delle Fosse del Frigido, avvenuta proprio nei giorni 10 e 16 settembre sempre da soldati della 16. SS-Panzergrenadier-Division "Reichsführer-SS". 

### La sepoltura

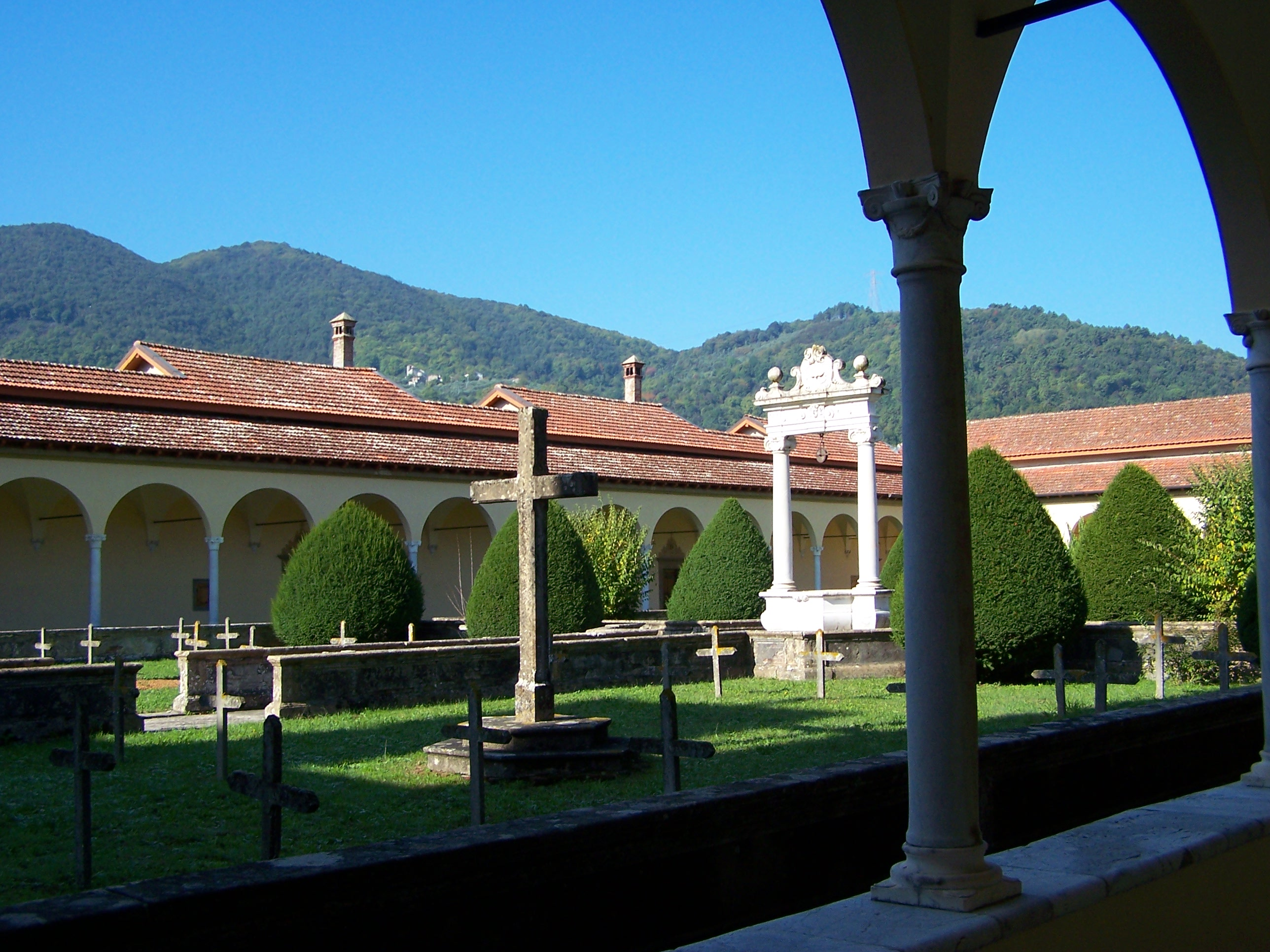
Il cimitero della Certosa di Farneta.

I corpi dei dieci certosini fucilati il 10 settembre in un primo momento furono tumulati nei cimiteri di Mirteto e Turano per poi essere trasferiti il 22 e 23 maggio 1945 presso la Certosa di Farneta.  
Le ossa dei padri Martino Binz e di Bernardo Salvatore Montes de Oca furono ritrovate solamente il 7 febbraio del 1947: padre Binz sarà sepolto a Farneta due giorni dopo; i resti di Montes de Oca invece saranno trasportati in Venezuela.

## Onorificenze
Dei monaci certosini, sei padri e sei conversi, uccisi nella Strage di Farneta, undici, tra i quali Michele Nota, hanno ricevuto, il 5 settembre 2001, la Medaglia d'Oro al Merito Civile, concessa dal Presidente della Repubblica Italiana, Carlo Azeglio Ciampi, mentre a padre Antonio Costa è stata conferita la Medaglia d'Oro al Valor Militare.